# Kempnyia vanini
Kempnyia vanini är en bäcksländeart som beskrevs av Froehlich 1988. Kempnyia vanini ingår i släktet Kempnyia och familjen jättebäcksländor. Inga underarter finns listade i Catalogue of Life.